# Coevoluzione
La coevoluzione è il processo di evoluzione congiunto di due o più specie appartenenti alla stessa comunità che interagiscono tra loro tanto strettamente al punto da costituire ciascuna un forte fattore selettivo per l'altra (o le altre), col risultato di influenzarsi vicendevolmente.
Il rapporto che lega le specie in coevoluzione può essere sia di tipo predatorio (preda e predatore), che parassitico (ospite e parassita), che simbiotico (ospite e simbionte).
Nel caso di rapporto predatorio la specie predatrice tenderà ad evolversi sviluppando sempre più le caratteristiche che le consentono di cacciare efficacemente (ad esempio: velocità, artigli più acuminati, chele più grosse, ecc.), mentre la specie preda tenderà a sviluppare le difese che le consentono di sfuggire alla predazione (ad esempio: velocità, mimetismo, guscio più robusto).
Un'estensione del concetto di coevoluzione, allargando il campo di analisi anche all'ambiente fisico oltre che alle specie biologiche, è la cosiddetta ipotesi Gaia.
Talvolta tale concetto può essere utilizzato in un'accezione analoga ma differente: si parla di coevoluzione anche nel caso di evoluzione di aspetti culturali in stretta relazione interdipendente con l'evoluzione biologica. Ad esempio dal momento in cui i primi ominidi hanno iniziato a padroneggiare l'uso del fuoco per cuocere il cibo (evoluzione culturale) la struttura ossea si è coevoluta con una riduzione delle dimensioni e dell'inclinazione della mascella (aspetto biologico); di pari passo la cassa cranica ha avuto modo di evolversi verso una maggiore ampiezza, con conseguente ampliamento delle capacità cerebrali e culturali.
Un tipo di coevoluzione è la corsa agli armamenti evolutiva.